# ريتشارد رودلف كلاين
ريتشارد رودلف كلاين (بالألمانية: Richard Rudolf Klein)‏ هو ملحن ألماني، ولد في 21 مايو 1921 في  في ألمانيا، وتوفي في 17 ديسمبر 2011.

## وصلات خارجية
- ريتشارد رودلف كلاين على موقع ميوزك برينز (الإنجليزية)
- ريتشارد رودلف كلاين على موقع ديسكوغز (الإنجليزية)